# Finowie
Finowie (fiń. suomalaiset) – naród ugrofiński zamieszkujący Finlandię, ok. 7 mln osób. Posługują się językiem fińskim, sporadycznie także szwedzkim i rosyjskim.
Są oni potomkami ugrofińskich plemion, które przybyły nad Zatokę Fińską. Miało to miejsce  – według różnych szacunków – już w IV tysiącleciu p.n.e. lub dopiero w I tysiącleciu n.e. Od samego początku Finowie znajdowali się pod wpływami zarówno kultury zachodu, jak i wschodu. Dotyczy to zarówno chrystianizacji kraju i wpływu dwóch wyznań chrześcijańskich, jak i wpływu kultur szwedzkiej i wschodniosłowiańskiej na fińską kulturę ludową, w której widoczne są odrębności pomiędzy wschodnimi a zachodnimi Finami.